# Тейковский индустриальный колледж имени Героя Советского Союза А.П. Буланова
Тейковский индустриальный колледж имени Героя Советского Союза А.П. Буланова (ОГБПОУ ТИК имени Героя Советского Союза А.П. Буланова) – учебное заведение среднего профессионального образования в городе Тейково, Ивановской области.
В 2015 году колледж внесён в Федеральный Реестр "Всероссийская Книга Почёта".

## История
18 августа 1930 года образована Школа торфяного ученичества. В школе обучали слесарей по ремонту торфодобывающих машин, электромонтеров, слесарей по ремонту паровозов. Выпускники Школы направлялись в Ивановскую, Калининскую (ныне Тверская), Владимирскую области.
25 ноября 1940 года указанием Главтрудрезервов Школа была реорганизована в Ремесленное училище №3.
В 1941 году воспитанники училища вставали к станкам. Выпускники училища трудились на военном заводе им. Дегтярева в Коврове, на Донбассе и Калининской ГЭС. В это тяжелое военное время училище вносило свой вклад в дело борьбы с немецко-фашистскими захватчиками не только в тылу, но и на фронте. Из Ремесленного училища в первые дни войны отправились на фронт 47 сотрудников и учащихся. 15 из них не вернулись. Их имена высечены на мемориальной доске, открытой в колледже в мае 2010 года к 65-летию Победы.
25 ноября 1962 года училище реорганизовано в СПТУ №3 (Сельское профессионально-техническое училище № 3).
В 1960-е годы учащиеся и мастера добровольно отправились на освоение целины. Учащиеся работали помощниками комбайнеров, штурвальными.
За свою историю училище выпустило около 25 тысяч квалифицированных рабочих. Есть среди них и девушки.
В 1970-1980-е годы в стране выросла острая необходимость в квалифицированных кадрах по электрификации объектов народного хозяйства, всесоюзных строек. Наши выпускники направлялись группами во многие области и республики бывшего СССР областях. На протяжении многих лет училище готовило квалифицированных рабочих для Узбекистана.
В 1995 году училище получило статус лицея, а в 2014 году – колледжа.
В 2015 году колледжу присвоено звание имени Героя Советского Союза А.П. Буланова.

## Образовательная деятельность
Колледж является современным образовательным учреждением, где ведется профессиональная подготовка квалифицированных рабочих и служащих и профессиональная подготовка специалистов среднего звена:
- Мастер по ремонту и обслуживанию автомобилей.

- Мастер сельскохозяйственного производства.
- Мастер по ремонту и обслуживанию электрооборудования в сельском хозяйстве.
- Разработка электронных устройств и систем.
- Монтаж, наладка и эксплуатация электрооборудования промышленных и гражданских зданий.

## Известные выпускники
Алексей Парфёнович Буланов – 1934 год.

## Директора колледжа
- 1930-1940 - В.И.Волконский.
- 1940-1945 - А.И.Кабешев.
- 1946-1964 - К.Г.Большаков.
- 1965-1974 - С.Н.Ляпин - заслуженный учитель РСФСР.
- 1978-1985 - С.А.Закиров.
- 1986-2021 - Б.Е.Кузьмин - Отличник ПТО РФ.
- 2021- по н.в. - А.Н.Соловьёва.